# يامتشي
يامتشي Yamchi یامچی هي مدينة تقع في إيران في Yamchi District. يقدر عدد سكانها بـ 9,320 نسمة .